# بابينو (نيزنيج نوفغورود)
بابينو (بالروسية: Бабино) هي مدينة في مقاطعة نيجني نوفغورود أوبلاست في روسيا.
يبلغ عدد سكانها حوالي 47 نسمة.